# Dévoilées
Pour plus de détails, voir Fiche technique et Distribution.
Dévoilées est un téléfilm franco-suisse réalisé par Jacob Berger et diffusé le 1 mars 2019 sur Arte,.

## Synopsis
Anaïs, étudiante en médecine vit chez sa grand-mère, Isabelle, en Suisse. Celle-ci la reconnaît voilée dans le train. Tout en essayant de comprendre et d'éviter sa radicalisation, Isabelle se souvient qu'elle aussi a été mêlée au terrorisme via le Front populaire de libération de la Palestine et l'attentat du vol Swiss Air 330 le 21 février 1970.

## Fiche technique
- Réalisateur : Jacob Berger
- Scénario : Noémie Kocher
- Photographie : Felix von Muralt
- Montage : Veronique Rotelli
- Musique : Julien Painot
- Sociétés de production : Véga Production, RTS, Arte
- Genre : Drame
- Durée : 95 minutes
- Date de première diffusion : 1er mars 2019 sur Arte

## Distribution
Sauf indication contraire, les informations mentionnées dans cette section peuvent être confirmées par la base de données cinématographiques IMDb,  présente dans la section « Liens externes ».
- Lola Créton : Anaïs
- Nastassja Tanner : Dalila
- Marthe Keller : Isabelle
- Cléa Eden : Isabelle jeune
- Yann Philipona : Glassey jeune
- Lyes Salem : Jibril
- Pierre Banderet : Glassey
- Julie Gayet : Léa
- Marcus Pachoud : Miles
- Malyque Smith : John
- Felipe Castro : Laurent
- Lara Khattabi : Nour
- Lucie Berger : Laila
- Kamel Abdelli : Abou Kassam
- Chady Abu-Nijmeh : Omar
- Noé Favre : Tarik
- Farid Elouardi : Abou Nouadh
- Diana Meierhans : Femme aéroport
- Floriane Andersen : Hôtesse de l'air
- Julien George : Maître de cabine
- Antonin Zanetti : Enfant jeu vidéo
- Pascale Renaud : Policière Zurich
- Bruno Todeschini:Antoine

## Distinction
- Festival de la fiction TV de La Rochelle 2018 : Prix jeune espoir féminin Adami pour Lola Créton[4]